# کاربردهای پرینت سه‌بعدی

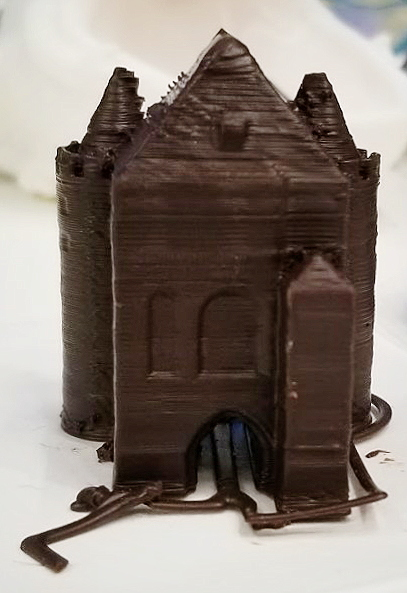
پرینت سه بعدی با شکلات

چاپگرهای سه بعدی دستگاه‌هایی هستند که با استفاده از آنها می‌توانید از مدل های سه بعدی که در کامپیوتر خود دارید نمونه سه بعدی واقعی بسازید. تکنولوژی استفاده شده در پرینترهای سه بعدی جدید این امکان را به استفاده‌کنندگان می‌دهد که از ماده‌های کامپوزیتی در طراحی‌های خود به ویژه طراحی‌های صنعتی برای چاپ به‌ صورت سه بعدی استفاده کند. یکی از کاربردهای چاپگرهای سه بعدی ساخت قطعات صنعتی است که طرفداران زیادی در سرتاسر دنیا پیدا کرده‌ است. تولیدات صنعتی بر پایه طراحی دقیق و حرفه ای قطعات استوار است. این امر نیاز به بررسی دقیق نمونه قبل از تولید است، که پرینترهای سه بعدی کمک شایانی در این زمینه به تولیدکنندگان می‌کند. با استفاده از پرینت سه بعدی می‌توان سفارش‌های سریع قطعات با ساختار پیچیده را با تمام جزئیات بررسی و نواقص را رفع کرد. دیگر نگران تهیه یک قطعه یدکی کمیاب نباشید، شاید برای شما پیش آمده باشد که یک دستگاه مورد استفاده در محل کار یا زندگی شما دچار نقص شده و نیاز به یک قطعه یدکی پیدا کرده‌اید، که موفق به تهیه آن از بازار نشده‌اید. با فناوری چاپ سه بعدی این مهم ممکن شده‌است که قطعه مورد نیازتان را تولید کنید و حتی به رفع عیب یا نقص احتمالی که موجب خرابی آن قطعه شده‌است بپردازید. شاید مهمترین کاربرد پرینترهای سه بعدی پس از نمونه‌سازی در صنعت است. پرینت سه بعدی راه خود را در حوزه‌های مختلفی از صنعت باز کرده‌است. از کاربردهای آن می‌توان به صنعت ماشین‌سازی، هوافضا، تولید پوشش‌ها و پوسته‌ها و تولید قطعات کاربردی اشاره کرد. پرینت سه بعدی می‌تواند برای تولید قطعات در تعداد پایین به کار گرفته شود. درحالی که تولید انبوه قطعات می‌تواند به درازا کشیده شود و هزینهٔ زیادی دارد. پرینتر سه بعدی به فرد کمک می‌کند قطعات لازم را در کوتاه‌ترین زمان ممکن و با هزینهٔ به‌صرفه تولید کند. به‌طور کلی می‌توان گفت برای تولید قطعات در تیراژ پایین پرینت سه بعدی بهترین تکنولوژی موجود است. پرینت سه بعدی راه خود را به بسیاری از صنایع باز کرده‌است.

## کاربرد
با توجه به کاربردهای فراوان پرینت سه بعدی در صنعت قطعه سازی و افزایش مزیت‌های این روش، از جمله باصرفه بودن آن در مقایسه با سایر روش‌های نمونه سازی سه بعدی سنتی در طی مراحل طراحی محصول، می‌توان با شبیه سازی و تست نمونه‌های تولیدی همه جوانب را مانند کارکرد صحیح ، بررسی زیبایی محصول، ارگونومی، نظر سنجی، امکان‌سنجی تولید انبوه و بازاریابی مورد بررسی قرار داد و در نهایت به رفع اشکالات احتمالی پرداخت و سپس با بهینه‌سازی آن برای ساخت  انبوه قالب‌ اقدام نمود. تمامی محصولات و کالاهایی که به‌طور مداوم در جهت کمک به انسان‌ها برای زندگی بهتر، ابداع و تولید شده‌اند، در ابتدا، صرفاً ایده‌هایی ذهنی بوده‌اند که به مرور توسط افراد مختلف وارد مرحله عمل شده و به تولید انبوه رسیده‌اند تا پاسخگوی جوامع امروزی باشند.
گسترش تکنولوژی در ساخت چاپگرهای سه بعدی، شامل انواع آنها، و کاربردهای پرینت سه بعدی در صنایع مختلف، امکاناتی برای تولیدکنندگان محصولات تجاری فراهم آورده که بتوانند نمونه ای از محصولات خود را در مراحل مختلف طراحی، تست و بررسی کرده و قبل از تولید انبوه، در اندازه‌های مورد نظر تهیه نمایند؛ لذا می‌توان گفت که استفاده از پرینترهای سه بعدی، آرزوی دیرینه ایده پردازان، طراحان و تولیدکنندگان را برآورده کرده و باعث شده تا پروسه نمونه سازی و مدلسازی، در عین کاهش هزینه‌ها، سرعت، دقت و کیفیت مطلوبی داشته باشد و محصولات و کالاهای مصرفی و تجاری متنوعی تولید و به بازارعرضه شود.

### ساخت ماشین
پرینت سه بعدی می‌تواند برای ساخت انواع قطعات داخلی یا بیرونی خودرو به کار رود. برای مثال شرکت سوئدی کونیگزگ برای ساخت اولین Mega Car یا ماشین مگای خود از پرینت سه بعدی استفاده کرده‌است. این ماشین که One:1 نام دارد نسبت توان به وزن آن یکسان است که دلیل نام‌گذاری آن نیز همین است. به این دلیل به این ماشین مگا کار می‌گویند که ۱۳۴۱ اسب بخار یا یک مگاوات نیرو دارد.
در سال ۲۰۱۴ شرکت لوکال موتورز اولین ماشین تماماً پرینت سه بعدی شدهٔ خود را به بازار ارائه کرد.

### ساخت ساختمان
از پرینترهای عظیم‌الجثه هم برای ساخت ساختمان استفاده می‌شود. این کار برای افزایش بهره‌روی، صرفه‌جویی در زمان و هزینه و کاهش اتلاف مواد و انرژی انجام می‌گیرد. با استفاده از دستگاه‌های تمام اتوماتیک هزینهٔ نیروی انسانی پایین می‌آید و با استفاده از مواد اولیهٔ محلی، انرژی صرف شده برای حمل و نقل مواد کاهش می‌یابد. از ساختمان‌هایی که با پرینت سه بعدی ساخته شده‌اند می‌توان به ساحتمان‌های روستای شمبالا در ایتالیا، ساختمان موزهٔ بنیاد آیندهٔ دبی و …

### کامپیوترها و ربات‌ها
به دلیل آزادی‌ای که پرینت سه بعدی در شخصی‌سازی ایجاد می‌کند، از آن در ساخت کامپیوتر یا لپ تاپ و ربات نیز می‌توان استفاده کرد، برای مثال لپتاپ‌های VIA OpenBook و Novena. این لپ تاپ یک لپ تاپ اوپن سورس است که فرد می‌تواند مادربرد را جدا خریده و روی آن نصب کند و باقی اجزای آن قابل پرینت است.

### کاربرد FDM
این روش برای مدل‌های مفهومی، تست نمونه و برقراری ارتباط بین طراحی و نمونه نهایی بسیار مناسب است. نمونه‌هایی که تولید می‌شود می‌تواند نمونه‌های اولیه کاربردی باشد که در سنجش عملکرد نمونه نهایی به کار می‌رود. برای تولید قطعات پایانی بدون اینکه برای ساخت قالب آن زمان و هزینه زیادی را هدر دهد به کار می‌رود. ساخت ابزارها را بسیار سریعتر از دستگاه‌های تولید، قالب‌سازی و تولید انجام می‌دهد و نیاز به تراشکاری دوباره ندارد. استفاده از طیف وسیعی از مواد ترموپلاستیک در نمونه سازی سریع محصولات نیز، به طراحان امکان تست مواد جدیدی را برای کاربردهای پرینت سه بعدی نوید می‌دهد. موادی مانند ABS و PLA و PA وغیره که از نوع سخت بوده یا موادی مثل Flexible که مانند لاستیک خاصیت ارتجاعی دارد، همگی قابل استفاده در پرینترهای سه بعدی با تکنولوژی FDM هستند.

### کاربرد SLA
استریولیتوگرافی یکی از بهترین راه‌های تولید نمونه‌های اولیه بسیار دقیق، با دوام و ارزان قیمت است. چاپگرهایی که با این روش نمونه سازی را انجام می‌دهند قادر هستند اشیاء با پیچیدگی‌های بسیار بالا را که به روش سنتی بسیار وقت گیر است و از دقت پائینی برخورداراست را به راحتی و با دقت بسیار بالا بسازد. در بسیاری از صنایع مانند پزشکی، از این روش برای تولید نمونه‌های اولیه و در مواردی نمونه‌های پایانی خود استفاده می‌کنند. امروزه خودرو سازان برای تولید بسیاری از قطعات به عنوان مثال دستگیره‌های ماشین به جای استفاده از روش زمان بر ریخته‌گری از SLA استفاده کرده که این نمونه‌ها می‌توانند برای سنجش عملکرد و ظاهر نمونه‌های واقعی به کار برده شوند و حتی در مواردی به عنوان الگویی جامع برای سنجش خودروسازی باشند.
این روش برای ساخت نمونه‌های با دقت بالا در صنایعی استفاده می‌شود که معمولاً از نمونه پرینت شده به عنوان نمونه‌ای که در قالب گچی یا سرامیکی قرار می‌گیرد استفاده می‌شود.
از جمله مزایای این تکنولوژی می‌توان به موارد زیر اشاره کرد:
1. دقت بسیار بالا در ساخت (حداکثر ۵ میکرومتر)
2. سرعت بالای تولید نمونه اولیه
3. استفاده از رزین‌هایی که قابلیت casting دارند (مورد استفاده در صنعت ریخته‌گری دقیق)
4. صافی سطح بسیار بالا

### کاربرد SLM
پرینترهای سه بعدی می‌توان جهت تولید قطعات بسیار پیچیده که پیش از این امکان تولید آنها به روشهای سنتی وجود نداشت استفاده نمود. به دلیل امکان ساخت قطعات بسیار مستحکم و در عین حال بسیار سبک، تاکنون صنعت هوا و فضا بیشترین کاربر این نوع پرینترهای سه بعدی بودند ولی هر روزه صنایع دیگری بخصوص صنعت پزشکی به دنبال استفاده از این پرینترهای سه بعدی در جهت تولید محصولات پیچیده‌تر هستند.

## مزیت
همزمان با افزایش کاربرد چاپگرهای سه بعدی در صنایع مختلف، می‌توان با صرف هزینه‌ای مناسب، ضمن صرفه جویی در وقت و همزمان با افزایش دقت، به نمونه‌ای درخور توجه از محصول تولیدی مورد نظر دست یافت. تا به امروز تکنولوژی چاپگرهای سه بعدی تأثیر بسزایی در قطعه سازی و ساخت قطعات صنعتی داشته، که پیش‌بینی می‌شود در سال‌های آتی میزان استفاده از چاپگرهای سه بعدی رشد زیادی داشته باشد.
با توجه به اهمیت بسیار زیاد زمان در تولید قطعات صنعتی صنعتگران همواره به دنبال راهی جهت تولید سریع قطعات صنعتی به خصوص پلاستیک در زمان بسیار کم و بدون نیاز به ساخت قالبهای گران‌قیمت هستند. یکی از راه‌های سریع و به صرفه جهت تولید قطعات پلاستیک بدون قالبسازی استفاده از پرینترهای سه بعدی است. مزیت استفاده از پرینترهای سه بعدی جهت تولید سریع قطعات پلاستیکی این است که در این روش هیچ‌گونه محدودیتی به لحاظ شکل هندسی و پیچیدگی قطعات وجود ندارد به گونه ای که امکان تولید قطعات بسیار پیچیده با زوایای منفی تو در تو نیز به کمک این تکنولوژی مهیا شده‌است. در بسیاری از موارد در قطعات پلاستیک با زوایای منفی پیچیده یا ساخت قاالب پلاستیک غیرممکن است یا به لحاظ پیچیدگی بسیار هزینه بر می‌باشد که در این گونه موارد استفاده از پرینترهای سه بعدی بسیار مقرون به صرفه است. از مهمترین دلایل استفاده از چاپگرهای سه بعدی در صنایع مختلف، امکان بررسی عملکرد و سایر جنبه‌های مورد نظر محصول، به‌طور عینی و فیزیکی می‌باشد. طراحان صنعتی، مهندسان مکانیک، کارشناسان امور مونتاژ و بسته‌بندی، طراحان گرافیک، مهندسان تولید و حتی فروشندگان نهایی می‌توانند با لمس نمونه‌های ساخته شده، با آن ارتباط برقرار کرده، و آن را بررسی دقیق نموده و تست نمایند.

## کاربرد در صنایع

### کاهش هزینه تولید
با توجه به اینکه ساخت یک یا چند نمونه از مدل طراحی شده، نیازمند ساخت قالب و سایر پروسه‌های قطعه سازی نمی‌باشد، بنابراین هزینه‌ها کاهش یافته و در عین حال امکان ساخت نمونه قطعات پیچیده و مونتاژ و اسمبل کردن آنها با یکدیگر وجود دارد؛ لذا در این روش، ساخت نمونه یا تولید محصولات سفارشی و خاص در تیراژ اندک، بسیار اقتصادی و با صرفه می‌باشد.

### کاهش مدت زمان ساخت
چاپگرهای سه بعدی صنعتی معمولاً سرعت مناسبی را برای ساخت قطعات مختلف ارایه می‌کنند، که بسته به مدل و نوع پرینترهای سه بعدی، متفاوت است. به‌هرحال مدت ساخت نمونه‌ها، به‌طور چشمگیری از ساخت ماکت و مدل به روش‌های سنتی، سریع‌تر و دقیق‌تر است.

### سبک بودن وزن قطعات
در بعضی از صنایع خصوصاً هوا و فضا، ساخت نمونه‌های سبک برای تست کارکرد آنها، الزامی است. متریال استفاده شده در پرینترهای سه بعدی دارای جرم حجمی پایینی هستند که مدل ساخته شده دارای وزن کمی به نسبت حجم آن می‌باشد.

### قابلیت استفاده سریع
پس از ساخت نمونه مورد نظر توسط چاپگرهای سه بعدی، مدل ساخته شده بلافاصله قابل استفاده می‌باشد. در موارد خاصی مانند ماکت سازی در حوزه معماری یا ساخت نمونه با کاربردهای آموزشی، اسباب بازی و لوازم تزیینی، قطعات مورد نظر امکان صیقل کاری، پولیش، رنگ آمیزی و در نهایت مونتاژ را دارا هستند.

### دقت در ساخت
ساخت نمونه‌هایی با دقت بالا از دیگر کاربردهای پرینت سه بعدی می‌باشد. مثلاً در چاپگرهای سه بعدی صنعتی با تکنولوژی FDM دقت ضخامت لایه‌ها حتی تا ۴۰ میکرون هم قابل انجام است. همچنین ضخامت لایه‌ها برای نمونه‌های مختلف، متناسب نیاز و کاربرد آن‌ها قابل تنظیم و سفارشی سازی است که طراحان و تولیدکنندگان در صنایع مختلف می‌توانند بسته به نیاز خود، دقت و رزولوشن نمونه‌های قابل ساخت را تنظیم نمایند. مدل‌های ساخته شده با این روش، بیشترین شباهت را به طرح مورد نظر خواهند داشت.

### تولید در تیراژ محدود
گاهی ممکن است یک طرح قابلیت کاربرد خاصی داشته و در نتیجه نیاز به تعداد محدودی از محصول تولیدی باشد. در اینجا نیز چاپگرهای سه بعدی صنعتی به کمک متخصصان آمده و می‌توان با تولید محصولاتی با کاربرد خاص، در تیراژ محدود اقدام به تولید و عرضه نمود.

### بررسی کارکرد محصول
بررسی محصول طراحی شده از نظر کارکرد صحیح نیز از عواملی است که ساخت نمونه با پرینترهای سه بعدی را به‌خوبی توجیه می‌نماید. بدینگونه طراحان می‌توانند در طی مراحل مختلف طراحی محصول، نسبت به ساخت نمونه اقدام کرده و آن را بررسی و تحلیل نمایند، و در صورت لزوم به رفع مشکلات و نواقص طرح‌ها بپردازند. این کار باعث صرفه جویی در وقت و هزینه طراحی محصولات نیز می‌شود و ریسک تولید را کاهش می‌دهد.

### بررسی محصول از نظر زیبایی
که می‌تواند به عنوان یک عامل تأثیرگذار در مراحل مختلف طراحی در نظر گرفته شود. چه بسا یک محصول ممکن است از نظر کارکرد و کاربرد، قابل قبول بوده ولی ظاهر آن ممکن است نتواند نظرها را بخود جلب نماید؛ بنابراین با ساخت نمونه‌های اولیه از یک محصول و در صورت نیاز پولیش و رنگ آمیزی آن‌ها، می‌توان نظرصاحب‌نظران را جویا شد.

### ارگونومی و نحوه مونتاژ
که می‌تواند نقش مهمی را در پروسه‌های تولید و بازار مصرف داشته باشد. متخصصان تولید و مونتاژ می‌توانند نمونه‌های تولیدی را از نزدیک بررسی کرده و با لمس فیزیکی نمونه‌های ساخته شده، با آن ارتباط برقرار کرده و در صورت لزوم به تست قطعات و اسمبل کردن آنها بپردازند تا در نهایت اشکالات احتمالی را یافته و در مرحله طراحی، اصلاح نمایند.

### نظر سنجی جامع
با ساخت نمونه‌هایی از محصولات مورد نظر به‌وسیلهٔ دستگاه پرینت سه بعدی، امکان ارایه آن به متخصصان، صاحب‌نظران و حتی قشرها مختلف جامعه فراهم می‌گردد. ایشان می‌توانند از نزدیک به بررسی و کاربرد نمونه‌ها پرداخته و نظرات تکمیلی خود را به کارفرمایان و طراحان اعلام نمایند تا در جهت بهبود کاربردی محصولات، قبل از اقدام به تولید نهایی بکار گرفته شود.

### تعامل بهتر
ساخت نمونه از یک محصول، قبل از پروسه ساخت قالب‌های آن، این امکان را فراهم کرده‌است که طراحان و قالب‌سازان با یکدیگر تعامل بهتری داشته و با بررسی جامع نمونه‌های ساخته شده، کلیه جوانب ساخت و تولید را مورد مطالعه قرار دهند. با بررسی پیچیدگی‌های احتمالی طرح‌ها، امکان ساده‌سازی و بهینه کردن آنها قبل از تولید انبوه فراهم می‌شود و در نتیجه قالب‌ها و محصولات نهایی با کمترین ریسک و حداقل هزینه و بیشترین کیفیت، طراحی و ساخته خواهند شد.

### بازاریابی قبل از تولید انبوه
از دیگر مواردی که ساخت نمونه سازی سریع با چاپگرهای سه بعدی صنعتی را محبوب ساخته، بازاریابی قبل از ساخت و تولید انبوه است. بدین گونه که کارفرمایان و صاحبان کارخانجات و صنایع مختلف می‌توانند با حداقل هزینه و در اسرع وقت، از طرح مورد نظر خود، یک نمونه فیزیکی و قابل لمس بسازند و با ارایه آن به قشرها هدف، نظر ایشان را در مورد ایده و محصول تولیدی خود جویا شوند. شاید این بخش از مهمترین کاربردهای مدل‌سازی سریع سه بعدی باشد، زیرا ایده پردازان را قادر می‌سازد که با ارایه محصول مطلوب، ریسک سرمایه‌گذاری و تولید انبوه را به حداقل برسانند.